# Heinrich Galm
Heinrich Galm (* 23. Oktober 1895 in Seligenstadt, Landkreis Offenbach; † 30. Oktober 1984 in Offenbach am Main) war ein deutscher Gewerkschafter und Politiker und vom Ersten Weltkrieg bis zu den ersten Nachkriegsjahrzehnten nacheinander Mitglied der Parteien USPD, KPD, KPO, SAPD, AP und SPD; während der Weimarer Republik war Galm Abgeordneter des hessischen Landtags sowie darüber hinaus (auch in den Jahren nach 1945) eine Persönlichkeit der Kommunalpolitik in Offenbach.

## Leben
Der gelernte Sattler schloss sich schon zu Beginn seiner Lehrzeit der Gewerkschaft und der sozialdemokratischen Arbeiterjugendbewegung an, deren Offenbacher Ortsgruppe er ab 1914 vorstand. Galm war von 1916 bis 1918 Soldat im Ersten Weltkrieg. Er schloss sich 1917 der USPD und 1920 der KPD an. Galm betätigte sich als Gewerkschaftssekretär und war seit 1922 Bevollmächtigter des Sattler-, Tapezierer- und Portfeuiller-Verbandes für Offenbach und Umgebung, damals in der von der Lederindustrie geprägten Stadt die wichtigste Gewerkschaft war. Im selben Jahr wurde er zum Vorsitzenden der KPD-Ortsgruppe Offenbach gewählt. Von 1924 bis 1933 war er Mitglied des Landtags des Volksstaates Hessen und ab 1927 ZK-Kandidat. Heinrich Galm war in dieser Zeit auch Mitglied des Offenbacher Kommunalparlaments.
Galm, der zum rechten Parteiflügel um August Thalheimer und Heinrich Brandler gehörte und schon 1924/25 die seiner Meinung nach ultralinke Gewerkschaftspolitik der Parteiführung kritisiert hatte, verstärkte 1928 seine Opposition gegen die Stalinisierung der KPD. Im Oktober 1928 beantragte er gemeinsam mit Erich Hausen im ZK die Ablösung und den Parteiausschluss Ernst Thälmanns wegen der Wittorf-Affäre, woraufhin er Anfang 1929 selber aus der KPD ausgeschlossen wurde. Heinrich Galm war Mitbegründer und Mitglied der erweiterten Reichsleitung der KPO; ein Großteil der Offenbacher KPD folgte dem beliebten Galm in die neue Organisation. Auch rief er in dieser Zeit die lokale Wochenzeitung Volksrecht ins Leben, die bis 1933 sein Sprachrohr war. 1932 wechselte er (wiederum mit den meisten örtlichen Parteimitgliedern) zur SAPD, deren Parteivorstand er angehörte. Gemeinsam mit dem von der SPD übergetretenen Fritz Ohlhof bildete er bis zu den Neuwahlen im Sommer 1932 die Landtagsgruppe der SAPD. Galm war der einzige auf einer KPO- (1931) beziehungsweise SAPD-Liste (1932) gewählte Landtagsabgeordnete der Weimarer Zeit.
Nach der Machtübernahme der NSDAP 1933 wurde Galm mehrfach festgenommen und für längere Zeiträume inhaftiert, so beispielsweise im KZ Osthofen, das letzte Mal im Juli 1944.
Nach 1945 gründete Heinrich Galm die stark auf seine Person zugeschnittene Arbeiterpartei (AP), welche jedoch nur auf örtlicher Ebene Bedeutung erlangte und die Galm bis zu ihrer Auflösung und seinem Wechsel zur SPD im Jahre 1954 im Offenbacher Stadtparlament vertrat. Von 1956 bis 1968 amtierte er als ehrenamtlicher Stadtrat und war von 1953 bis 1973 beruflich bei der Frankfurter Rundschau tätig.